# Es amor
Es amor es un programa de radio de la cadena española esRadio, presentado y dirigido por la actriz teatral Ayanta Barili. Se emite de lunes a jueves desde las 00:00 hasta las 03:00 horas.

## Historia
El programa se iba a llamar, tal como anunció Federico Jiménez Losantos en la junta de accionistas de Libertad Digital correspondiente a 2009, Una noche de amor, en la línea de la sección de cartas que hasta entonces Ayanta Barili coordinaba en La mañana de la COPE, llamada Un año de amor.

## Contenido
Es amor recoge las experiencias amorosas de los oyentes, que pueden comunicarse con el espacio por teléfono, SMS, Facebook y por correo electrónico. Todas las noches se lee una carta de amor y se reparte un premio semanal entre los participantes. Desde septiembre de 2010 cuentan con una sección denominada Es sexo, de una hora de duración.